# تحطم حافلة ديشانج
تحطم حافلة ديشانج في وقت مبكر من صباح يوم 27 يناير 2021 اصطدمت حافلة ركاب تديرها وكالة سفر بين المدن بشاحنة محملة بالوقود في منحدر دتشانغ في بلدية سانتشو بالقرب من مدينة ديشانج الرئيسية بالكاميرون. قُتل 53 شخصًا في الحادث. ونجا 29 آخرون مصابين بحروق شديدة.

## التبعات
قال حاكم المنطقة الغربية بالكاميرون أوا فونكا أوغسطين إن الضباب ربما كان سبب الحادث، ووجد تحقيق أولي أن الشاحنة كانت بها «مشكلة في الفرامل». وصرح في وقت لاحق: «اصطدمت شاحنة مسرعة تنقل الوقود بشكل غير قانوني في الحافلة التي تضم 70 مقعدًا والتي تنقل الركاب من مدينة دوالا التجارية الساحلية إلى بافوسام عاصمة منطقة غرب الكاميرون» وذلك على حد قول أوغسطين. «أدى تصادم بين الشاحنة والحافلة إلى اندلاع حريق لا يمكن السيطرة عليه، مما أدى إلى تدمير الشاحنة والحافلة وركابها».
قال جان إرنست ماسينا نغالي بيبهي وزير النقل الكاميروني إن الحافلة تخص وكالة مينوا فوياغيس العاملة في المنطقة.
وقال مانفريد ميسيميكين من منظمة سيكوروت غير الحكومية للوقاية من حوادث الطرق إن «سلسلة من الإهمال» هي المسؤولة عن المأساة. وقال لوكالة الأنباء الفرنسية «الشاحنة التي تحمل الوقود غير مصرح لها بذلك».